# Dragon Khan
Dragon Khan – kolejka górska w zbudowana w sekcji chińskiej parku rozrywki PortAventura w Hiszpanii. Do 2002 roku kolejka górska o największej liczbie inwersji na świecie. Oddana do użytku w maju 1995 roku.

## Opis przejazdu
Po opuszczeniu stacji pociąg wspina się na szczyt wzniesienia o wysokości 45 metrów, zjeżdża 49 metrów w dół osiągając prędkość maksymalną ok. 104 km/h, po czym rozpoczyna pokonywanie kolejnych inwersji: pionowej pętli, pętli nurkującej (pół obrotu wokół osi podłużnej i zjazd po połówce zwykłej pętli), zero-g-roll (wzniesienie paraboliczne z nieważkością i pełnym obrotem wokół osi podłużnej) oraz kobry (charakterystyczna figura w postaci dwóch połówek pętli rozdzielonych dwiema połówkami korkociągu - pasażerowie odwracani są dwukrotnie). Następnie przejeżdża przez odcinek hamulców sekcyjnych (MCBR) i wykonuje drugą część przejazdu, pokonując kolejną pionową pętlę oraz dwa przeplecione ze sobą korkociągi. Pociąg trafia następnie na ostatni odcinek hamulcowy, gdzie zwalnia i powoli wraca na stację.